# Liste antiker Ortsnamen und geographischer Bezeichnungen/Im
| Lateinischer Name | Griechischer Name | Beschreibung       | Heute                               | Quellen und Verweise | Lage |
| ----------------- | ----------------- | ------------------ | ----------------------------------- | -------------------- | ---- |
| Imachara          |                   |                    |                                     | Smith;               |      |
| Imaus             |                   |                    |                                     | Smith;               |      |
| Imbrasus          |                   |                    |                                     | Smith;               |      |
| Imbrinium         |                   |                    |                                     | Smith;               |      |
| Imbros            | Ἴμβρος (Imbros)   | Insel in der Ägäis | Gökçeada am Eingang der Dardanellen | Smith;               |      |
| Imeus Mons        |                   |                    |                                     | Smith;               |      |
| Immadrus          |                   |                    |                                     | Smith;               |      |
| Immundus Sinus    |                   |                    |                                     | Smith;               |      |
| Imus Pyrenaeus    |                   |                    |                                     | Smith;               |      |